# Chiu-lung Wan
Chiu-lung Wan är en vik i Hongkong (Kina). Den ligger i den centrala delen av Hongkong.